# Dykrotyzm oka
Dykrotyzm oka (ang. ocular dicrotism; ocular dicrotic pulse, ODP) – zjawisko, w którym oko ludzkie pulsuje szybciej niż serce. Powiązane jest z procesem starzenia się i występowaniem jaskry.
Dykrotyczny puls w oku występuje u osób starszych, ponieważ wraz z wiekiem tkanki gałki ocznej ulegają – z przyczyn biomechanicznych – usztywnieniu, co skutkuje szybszym pulsem krwi w oku w porównaniu do pulsu serca. Dykrotyzm oczny występuje u 70 proc. osób zdrowych po 50. roku życia oraz u 90 proc. osób z jaskrą. Zjawisko może być naturalnym objawem starzenia się lub wczesnym wskaźnikiem hemodynamicznych aspektów chorób sercowo-naczyniowych. 
Zjawisko wykryła w 2014 roku dr inż. Monika Danielewska z Politechniki Wrocławskiej poprzez bezdotykowy pomiar pulsacji rogówki za pomocą głowic ultradźwiękowych, który nie hamował naturalnej dynamiki procesów w gałce ocznej. W trakcie badań nad opracowaniem metody wykrywania dykrotyzmu oka stwierdzono, że możliwe jest wiarygodne wykrywanie dykrotycznego pulsu ocznego na podstawie pomiaru samej pulsacji rogówki, bez konieczności dodatkowego mierzenia sygnałów związanych z aktywnością serca (pomiaru pulsu krwi i sygnału EKG). Podstawowy problem występujący podczas pomiaru sygnału pulsu rogówki dotyczy ustabilizowania głowy pacjenta (ruchy wynikające np. z oddychania powodują, że cały pomiar będzie nieczytelny) oraz odruchu mrugania badanego, który nie pozwala na wystarczająco długi pomiar sygnału.